# أليكس كريستينسن
أليكس كريستينسن (بالألمانية: Alex Christensen) (و. 1967  م) هو منتج أسطوانات، ودي جي النادي، ودي جي، ومغني، وملحن، وكاتب أغاني ألماني، ولد في هامبورغ، شارك في مسابقة الأغنية الأوروبية 2009.

## وصلات خارجية
- أليكس كريستينسن على موقع IMDb (الإنجليزية)
- أليكس كريستينسن على موقع ميوزك برينز (الإنجليزية)
- أليكس كريستينسن على موقع ميوزك برينز (الإنجليزية)
- أليكس كريستينسن على موقع أول ميوزيك (الإنجليزية)
- أليكس كريستينسن على موقع ديسكوغز (الإنجليزية)
- أليكس كريستينسن على موقع قاعدة بيانات الفيلم (الإنجليزية)

- أليكس كريستينسن في قاعدة بيانات الأفلام على الإنترنت